# ブルージェイ
『ブルージェイ』（原題:Blue Jay）は2016年に公開されたアメリカ合衆国の恋愛映画である。監督はアレックス・レーマン、主演はマーク・デュプラスとサラ・ポールソンが務めた。本作は日本国内で劇場公開されなかったが、Netflixによる配信が行われている。なお、本作は全編が白黒で撮影されている。

## ストーリー
ジム・ヘンダーソンは母親の家をリフォームして処分するために、カリフォルニア州にある小さな町に帰省した。スーパーマーケットで買い物していると、ジムは高校時代のガールフレンド、アマンダと再会した。用事もあったので、2人は挨拶だけして分かれた。ところが、2人は駐車場でも顔を合わせることになった。何かしらの縁を感じた2人は喫茶店ブルージェイで話をすることにした。
別れ際、ジムとアマンダは偶然にも思い出の酒屋の前を通った。学生時代、2人はそこで酒を調達していたのである。2人は「酒屋の店主が自分たちのことを覚えているか否か」で賭けをした。アマンダは覚えている方に賭け、ジムは覚えていない方に賭けた。20年以上の時が経過していたにも拘わらず、店主は2人のことをはっきりと覚えており、「君たちはラブラブだったので印象に残っているよ。今もラブラブで羨ましい限りだ」と言った。ジムとアマンダは店主の勘違いを指摘せず、敢えてカップルのふりをして店主との思い出話に花を咲かせた。
2人はその後も会話を続けたが、ジムはアマンダの私生活の充実ぶりを聞いて悲しくなっていた。自分の私生活とアマンダのそれとの落差を知ってしまったためであった。2人はジムの母親の家を訪れ、懐かしい気分で一杯になった。アマンダは家で思い出の品を探し回り、学生時代にジムがアマンダ宛に出そうとしていたラブレターや中年夫婦になりきった2人が会話するさまを収めたカセットテープなどを見つけた。そのテープを再生した2人は、結婚20周年の夫婦になりきって会話することにした。その日の夜、2人は口づけを交わし、ベッドを共にしようとしたが、話題が高校時代の中絶に及んでしまった。高校時代、ジムはアマンダを妊娠させてしまい、アマンダは中絶手術を受ける羽目になった。それが原因で2人は破局してしまったのである。2人は口論になり、アマンダは部屋から出て行った。ジムは床に泣き崩れ、かつての過ちと現在の空虚感に涙するのであった。
翌日、あるものがきっかけとなって事態は好転することになった。

## キャスト
- マーク・デュプラス - ジム・ヘンダーソン
- サラ・ポールソン - アマンダ
- クルー・ギャラガー - ウェイニー

## 製作
本作の主要撮影はカリフォルニア州クレストラインで1週間かけて行われた。
2016年8月15日、ジュリアン・ワスが本作で使用される楽曲を手掛けることになったと報じられた。

## 公開・興行収入
2015年1月に、デュプラス兄弟はNetflixと4本の映画を製作する契約を結んでおり、本作がその第1作となった。2016年8月11日、ジ・オーチャードが本作の全米配給権を獲得したと報じられた。9月12日、本作は第41回トロント国際映画祭でプレミア上映された。12月6日、Netflixが本作の配信を開始した。
2016年10月7日、本作は全米1館で限定公開され、公開初週末に5159ドルを稼ぎ出し、週末興行収入ランキング初登場79位となった。

## 評価
本作は批評家から絶賛されている。映画批評集積サイトのRotten Tomatoesには30件のレビューがあり、批評家支持率は90%、平均点は10点満点で7.4点となっている。また、Metacriticには16件のレビューがあり、加重平均値は69/100となっている。